# Усов, Даниил Вячеславович
Дании́л Вячесла́вович У́сов (род. 15 октября 2000, Пермь) — российский биатлонист, победитель этапов Кубка России. Мастер спорта России (2021).

## Биография
Детские годы провёл в городе Кизел, где начал заниматься лыжными гонками под руководством своего школьного учителя физкультуры. После второго класса школы переехал в Пермь, там он посещал местную секцию. Лыжными тренерами Даниила были Фёдор Ихсанов и Василий Конин. Также в юношеские годы занимался самбо.
В 18-летнем возрасте перешёл в биатлон. Личный тренер — Иннокентий Каринцев.
На внутрироссийских соревнованиях выступает за родной Пермский край. 

### Спортивная карьера
На международных соревнованиях дебютировал в августе 2021 года на летнем чемпионате мира среди юниоров в чешском Нове-Место-на-Мораве, лучшим его результатом стало 6-е место в суперспринте.
В апреле 2024 года одержал свою первую победу в карьере, выиграв золото спринта на финальном этапе Кубка Содружества в Мурманске. На следующий день Усов, несмотря на неудачную стрельбу, выиграл бронзу в смешанной эстафете. Впоследствии вошёл в состав резервной сборной России.
Сезон 2024/25 провёл нестабильно, однако в январе стал победителем большого масс-старта на этапе Кубка России в Дёмино.
Перед сезоном 2025/26 впервые вошёл в состав основной сборной России в группу Юрия Каминского.